# Василь Третецький: один із Небесної Сотні
Василь Третецький: один із Небесної Сотні — фотоальбом, присвячений одному з активних учасників Революції гідності Василеві Третецькому, який видало харківське видавництво «Майдан». Більше 150 світлин та документальних записів у мережі Facebook ілюструють його роль у тих буремних подіях, а також відтворюють найяскравіші сторінки біографії.

## Про альбом
Кожна епоха і кожна нація народжує своїх героїв, які стають  взірцем для наступних поколінь. В одних випадках − це великі подвижники, які проявляють свій героїзм у самовідданій праці  або натхненній творчості, в інших ‒ звичайні люди, здатні на миттєву самопожертву чи мужній вчинок заради високої мети. На початку XXI століття для мільйонів українців ця мета втілилась у бажанні захистити свою країну від корупції і тоталітаризму та забезпечити їй європейське майбутнє. Саме так у листопаді 2013 року в Києві виник Євромайдан, який народив сотні менших майданів і майданчиків  по всій Україні, а згодом переріс у Революцію Гідності.
Багато жителів Миргорода і Миргородського району щиро підтримали цю Революцію і словом, і ділом. Вже 30 листопада 2013 року в Миргороді  відбувся перший мітинг,  учасники якого засудили антиконституційні дії очільників  влади й оголосили безстрокову акцію протесту. Наступного дня група миргородців відправилась до Києва, щоб взяти участь у  народному віче. Серед них був і колишній міський голова Миргорода Василь Третецький.
Своїми враженнями від тих подій Василь Пилипович ділився на своїй сторінці в мережі Facebook, залишивши для нас  своєрідний щоденник Революції. Він називав себе «рядовим полковником Майдану», хоча виконував там  далеко не рядову роль. Після жорстокого побиття «Беркутом» київських студентів колишній миргородський мер  організував і фактично очолив у Миргороді Штаб народного спротиву диктатурі: проводив народні віча і пікетування, збирав для столичних протестувальників теплий одяг, кошти, харчі, організовував  поїздки миргородців на столичний Майдан. У найвідповідальніші дні, коли  загострилось  протистояння між майданівцями та силовими органами,  Василь Третецький разом із  сином Сергієм стояв на київських барикадах, допомагаючи бійцям Сьомої  сотні Самооборони (був озброєний тільки мегафоном і відеокамерою), а після кривавих подій на Майдані, заснував фонд медико-психологічної реабілітації учасників Революції…
Переконаний, що коли б Василь Пилипович дожив до наших днів, він би знову був на передовій, серед бійців, які воюють з терористами на Сході України. Знаю, що він планував сформувати із активістів Майдану «Миргородську сотню» і влитися з нею в народне ополчення.  Але його війна скінчилась 25 березня 2014 року. Вже після того, як в Україні  було повалено режим Януковича і влада почала переходити до представників народу, групою невідомих осіб було скоєно збройний замах на Василя Третецького, внаслідок якого він отримав тяжке вогнепальне поранення. Сталося це у Миргороді 16 березня 2014 року, а за  дев’ять  днів Василя Пилиповича не стало…
Він захоплювався героями Небесної Сотні, які загинули на Майдані, й сам приєднався до цієї Сотні, прийнявши мученицьку смерть. Невдовзі активісти миргородського Майдану виступили з ініціативою  про присвоєння Василеві Третецькому звання Героя України посмертно. Можна по-різному ставитися до цієї ініціативи та й до самої найвищої державної нагороди, яка за останні роки була сильно дискредитована. Але не можна недооцінювати той внесок, який зробив Василь Третецький для  перемоги українського суспільства над тоталітарним режимом (хоч і не остаточної), для усунення від влади одіозних фігур та започаткування довгоочікуваних змін. На перший погляд, у цьому немає нічого героїчного. Тільки, коли в лютневі морози Василь Пилипович разом із своїми соратниками стояв  на київських барикадах, інші відсиджувались по теплих квартирах і робили вигляд, що події в країні їх не стосуються. А то й взагалі підтримували злочинний режим чи так званий Антимайдан. І те, що за свою громадянську позицію Василь Третецький заплатив життям, вони теж воліють не помічати.
Тут, насамперед, маю на увазі депутатів Миргородської районної ради, які не підтримали ініціативу Народної ради Миргородщини  щодо присвоєння В. Третецькому звання «Герой України». І хоч це звання   присвоює виключно Президент України, думка органу місцевого самоврядування мала важливе значення. Коли ж на сесії районної ради дійшли до голосування це питання не набрало необхідної кількості голосів. Зрозуміло, що за нього не голосували вчорашні регіонали. Але, як не дивно, не голосували й ті депутати, які ще вчора вважали себе соратниками  Василя Третецького. Мабуть, не змогли пробачити йому принципової позиції, яку він займав під час люстраційних процесів… 
Так уже сталося, що ми, українці, не звикли шанувати своїх героїв або згадуємо про них через десятки років.  Тоді ми зводимо їм пам'ятники, називаємо на їхню честь вулиці, складаємо про них легенди. Василь Третецький нічого цього не потребує, бо став легендою ще за життя. Хочу нагадати, що він був першим демократично обраним мером Миргорода, до того ж, офіцером, який гідно продовжував традиції миргородських козацьких полковників. Саме він розпочав відроджувати в курортному місці реальне самоврядування, наріжним каменем якого стали інтереси територіальної громади. Цей досвід Василь Третецький поширював і серед інших громад, адже тривалий час очолював Асоціацію міст Полтавської області, тісно співпрацював з Асоціацією міст України. 
І пам’ятник йому не потрібен. Працюючи миргородським міським головою, він сам звів собі пам'ятник, який  в народі назвали  «міст Третецького». Цей міст збудували за кошти від малої приватизації, хоча могли їх елементарно «проїсти». На цьому, до речі,  наполягала обласна влада, яка за старою радянської звичкою намагалася керувати органами місцевого самоврядування. Але міський голова ухвалив інше рішення, бо думка громади, виборців,  для нього була важливішою... Вже після смерті Василя Третецького його друзі та соратники пофарбували цього моста в патріотичні синьо-жовті кольори, ушанувавши таким чином свого земляка.
Ще одним символічним пам’ятником Василю Третецькому  могли б стати вулиці Миргорода, яким за часів його головування були повернуті історичні найменування. На ту пору (90-і роки минулого століття) це був доволі ризикований і сміливий крок. Втім, Третецький не боявся робити такі кроки, не боявся відповідальності. Можливо, тому, що усвідомлював  свою історичну місію і своїм найбільшим обов’язком вважав служіння своєму народові та громаді. Вірність цьому  обов’язку Василь Пилипович  зберігав і тоді, коли, переїхавши до Харкова, очолив обласну організацію Української народної партії,  коли активно підтримував Помаранчеву революцію, а після цього працював заступником голови Харківської обласної держадміністрації, директором телекомпанії тощо.
Та все ж його «зоряний час» був пов'язаний  саме з миргородським періодом. Попри те, що в Миргороді Василю Третецькому довелося пережити чимало випробувань, він любив це місто і ніколи не поривав з ними зв’язків, він  вважав себе миргородцем. І коли через 10 років після вимушеної «еміграції»  Василь Пилипович знову повернувся до рідного Миргорода, щоб піднімати його на боротьбу проти тоталітарного режиму Януковича, громада  знову довірила йому  продовжувати ту справу, котру він розпочинав ще за часів свого головування. Тож, не випадково, що саме Василь Третецький став координатором миргородського Майдану, а згодом був обраний  головою Народної Ради Миргородщини, яка стала одним із втілень народної демократії. Той хто бував на народних вічах, котрі проводив Василь Пилипович, можуть це підтвердити.
На жаль, підступне  вбивство Василя Третецького перервало його діяльність і не дало повністю реалізувати  задумане. Та я вірю, що його смерть не була марною, а справа, за яку він боровся, буде продовжена вже іншим  поколінням героїв і патріотів.  Ми знатимемо їх поіменно. А найвищою нагородою для них будуть не  лише  офіційні звання та відзнаки, а наша  вдячна пам'ять і повага. Слава Україні! Слава Героям!  
Віктор Козоріз.

## Третецький Василь Пилипович
Народився 14 жовтня 1955 р., в селі Кинашів Тульчинського району Вінницької області.
У 1972 р. закінчив Тульчинську середню школу №1.
У 1975 р. закінчив Харківське військове авіаційно-технічне училище за спеціальністю «технік літака». У 1985 р. закінчив Уссурійський педагогічний інститут за спеціальністю «вчитель російської мови та літератури».
У 1975-1994 рр. − служив на офіцерських посадах у авіаційних частинах  Збройних Силах СРСР (на Далекому  Сході) та  України (Миргород, Полтава).
У 1994-2000 рр. − міський голова Миргорода, голова Асоціації міст Полтавської області. Очолював Полтавську обласну організацію Спілки офіцерів України. Полковник запасу Збройних сил України.
У 2000-2002 рр. − голова інформаційно-консультативного центру з прав людини (Миргород), голова Миргородської районної організації Українського народного руху.
З 2002 р. − голова Харківської обласної організації Українського народного руху (з 2003 р. − Українська народна партія),  помічник-консультант народного депутата України Сергія Олексіюка.
У 2003 р. закінчив Харківський регіональний інститут Академії державного управління при Президентові України (магістр державного управління).
У 2005-2007 рр. − заступник голови Харківської облдержадміністрації з гуманітарних питань.  Нагороджений орденом «За заслуги» III ступеня.
У травні - жовтні 2007 р. − директор ТОВ "Преса-Харків".
З 2007 р. по 2011 р. − директор телекомпанії "А/ТВК" (Харків), голова наглядової ради ЗАТ "ТРК "Право А/ТВК".
З листопада 2013 по березень 2014 р. − учасник протестних акцій на Майдані, координатор Миргородського штабу народного спротиву диктатурі, голова Народної Ради Миргородщини.
16 березня 2014 р. пережив збройний напад біля свого будинку в Миргороді, отримавши важке вогнепальне поранення. 25 березня 2014 р. помер  у харківській лікарні від вогнепального поранення та втрати крові.
28 березня 2014 р. похований на харківському кладовищі №13.